# Helleborus odorus
Espèce
Helleborus odorus est une espèce de plantes à fleurs de la famille des Renonculacées originaire d'Europe centrale.